# Malawi Airlines
Malawi Airlines (tot 2016 Malawian Airlines) is de nationale luchtvaartmaatschappij van Malawi met Luchthaven Lilongwe als thuisbasis.

## Geschiedenis
De luchtvaartmaatschappij werd als Malawian Airlines in 2013 opgericht, na de opheffing van Air Malawi. De eerste vlucht vond plaats op 31 januari 2014 tussen Lilongwe en Blantyre. Het bedrijf is voor 51% in handen van de Malawische overheid en voor 49% van Ethiopian Airlines. Ethiopian Airlines voert het management van de onderneming. In 2016 kreeg Malawi Airlines haar huidige naam.

## Bestemmingen
Malawi Airlines voert vluchten uit naar de binnenlandse bestemmingen: Blantyre en Lilongwe; en naar de volgende buitenlandse bestemmingen: Dar es Salaam, Harare, Johannesburg, Lusaka en Nairobi.

## Vloot
In februari 2019 bestond de vloot uit de volgende twee toestellen:
| Type            | Registratienummer | Stoelen (Business/Economy) | Opmerkingen            |
| --------------- | ----------------- | -------------------------- | ---------------------- |
| Boeing 737-700  | ET-ARP            | 118 (16/102)               | uitgerust met winglets |
| Bombardier Q400 | ET-AQB            | 67 (7/60)                  |                        |